# Кубок Іспанії з футболу 1911
Кубок Іспанії з футболу 1911 — 10-й розіграш кубкового футбольного турніру в Іспанії. Титул вдруге поспіль здобула Барселона. 

## Календар
| Раунд        | Дата              | Матчі | Клуби  |
| ------------ | ----------------- | ----- | ------ |
| Перший раунд | 9 квітня 1911     | 2     | 10 → 8 |
| 1/4 фіналу   | 10-12 квітня 1911 | 4     | 8 → 4  |
| 1/2 фіналу   | 14 квітня 1911    | 2     | 4 → 2  |
| Фінал        | 15 квітня 1911    | 1     | 2 → 1  |

## Перший раунд
| Команда 1         | Рахунок | Команда 2              |
| ----------------- | ------- | ---------------------- |
| 9 квітня 1911     |         |                        |
| Атлетік (Більбао) | 2:0     | Фортуна (Віго)         |
| Більбао           | 2:1     | Академія де Артільєрія |

## 1/4 фіналу
| Команда 1              | Рахунок | Команда 2              |
| ---------------------- | ------- | ---------------------- |
| 10 квітня 1911         |         |                        |
| Еспаньйол              | 6:0     | Академія де Інфантерія |
| Академія де Кабальєрія | 1:0     | Сантандер              |
| 12 квітня 1911         |         |                        |
| Барселона              | 4:0*    | Сосьєдад Хімнастіка    |
| Атлетік (Більбао)      | 4:1     | Більбао                |

* - клуб Барселона був дискваліфікований після матчу.

## 1/2 фіналу
| Команда 1         | Рахунок | Команда 2              |
| ----------------- | ------- | ---------------------- |
| 14 квітня 1911    |         |                        |
| Еспаньйол         | +:-     | Академія де Кабальєрія |
| Атлетік (Більбао) | 2:0     | Сосьєдад Хімнастіка    |

## Фінал
| 15 квітня 1911 |

| Атлетік (Більбао)                  | 3:1      | Еспаньйол |
| ---------------------------------- | -------- | --------- |
| Вейтч 10' Белаунде 20' Герніка 50' | Протокол | Нейра 70' |

| Холасета, Гечо Арбітр: Скотт Мартір |